# Dilacra luteipes
Dilacra luteipes är en skalbaggsart som först beskrevs av Wilhelm Ferdinand Erichson 1837.  Dilacra luteipes ingår i släktet Dilacra, och familjen kortvingar. Arten är reproducerande i Sverige.